# 977 (фильм)
«977» (Де́вять семь семь) — российский фантастический художественный фильм, поставленный режиссёром Николаем Хомерики в 2006 году.
Фильм-участник программы «Особый взгляд» Каннского кинофестиваля 2006 года.

## Сюжет
Иван, молодой учёный, попадает по распределению в закрытый НИИ.
В институте изобретён прибор, измеряющий в человеке некий индекс — величину, имеющую цифровое выражение. Что значит эта величина — точно не знает никто.
Иван — искренний человек, одержимый научной страстью и желанием понять истину. Другие учёные не хотят признавать его талант и амбиции.
Группа людей («исследуемые»), живущих на территории института без права выхода за его пределы, являются объектами проводимого исследования. Особый интерес для Ивана представляет Рита. Её показатели доходят до порогового значения — 977.
Иван чувствует, что близок к открытию природы явления, но из-за непредвиденных последствий, наступивших во время работы, исследования закрывают.
Необходимо решиться на эксперимент.

## В ролях
| Актёр              | Роль             |
| ------------------ | ---------------- |
| Фёдор Лавров       | Иван             |
| Клавдия Коршунова  | Рита             |
| Екатерина Голубева | Тамара           |
| Павел Любимцев     | Сергей Сергеевич |
| Алиса Хазанова     | Соня             |
| Андрей Казаков     | Гоша             |
| Ольга Демидова     | Тоня             |
| Сергей Цепов       | Валера           |

| Актёр            | Роль           |
| ---------------- | -------------- |
| Игорь Овчинников |                |
| Сергей Петров    | Аркадий Ильич  |
| Станислав Михин  | старик-пациент |
| Анна Ардова      |                |
| Татьяна Митиенко | Любовь         |
| Ирина Барская    | близнец Ира    |
| Дарья Барская    | близнец Маша   |
| Леос Каракс      | техник         |

## Производство
Одну из ролей второго плана (без реплик) в фильме сыграл французский кинорежиссёр Леос Каракс, с которым Николай Хомерики познакомился во время стажировки в Париже, в то время как одну из главных ролей исполнила жена Леоса Каракса, актриса Екатерина Голубева, снимавшаяся у Каракса в картине «Пола Икс» (1999).

## Награды
- Гран-при фестиваля «Окно в Европу»
- Приз жюри Федерации киноклубов Москвы, фестиваль «Московская премьера»
- Приз имени Юла Бриннера на IV Международном фестивале стран АТР во Владивостоке «Меридианы Тихого»[3].

## Отзывы
В своей рецензии на сайте Афиша.ру киновед Роман Волобуев соглашается с обозревателем журнала Variety в том, что в фильме прослеживается влияние работ Андрея Тарковского, прежде всего картины «Солярис»: это и сам по себе приезд человека со стороны в место проведения эксперимента, и долгие планы длинных коридоров, и тема «воплощения» любимой девушки главного героя (Риты) в ходе эксперимента. Однако, по мнению Волобуева, режиссёр Хомерики не похож на копииста, а его метод заключается в том, что, «отсекая несущественные обстоятельства… он кристаллизует ситуацию, постепенно приводя нас и себя к… абсолютно четкому её пониманию».